# Jürgen Ritte
Jürgen Ritte (* 1956 in Köln) ist ein deutsch-französischer Übersetzer, Literaturkritiker, Essayist und Literaturwissenschaftler. Bekannt geworden ist er vor allem durch sein wissenschaftliches, literarisches und publizistisches Schaffen im Zeichen der deutsch-französischen Beziehungen.

## Leben
Jürgen Ritte studierte Germanistik, Romanistik und Kunstgeschichte in Köln, Clermont-Ferrand, Neapel, Brüssel (ULB) und Paris IV, wurde 1989 in Köln in Romanistik promoviert und habilitierte sich 2007 für das Fach Germanistik in Paris.
Als Mitbegründer und Vizepräsident der deutschen Marcel Proust Gesellschaft (MPG) ist er dort seit 1988 im akademischen Beirat. Seit 1999 war er eine Amtsperiode lang ein gewähltes Mitglied im Vorstand der französischen Übersetzervereinigung Assises de la Traduction littéraire en ArleS (ATLAS), die dem Collège International des Traducteurs littéraires, Arles (CITL) vorsteht. Jürgen Ritte hat u. a. Werke von Edmond Jabès, Albert Cohen, Marcel Bénabou, Pierre MacOrlan, Olivier Rolin, Patrick Deville und Hervé Le Tellier (gemeinsam mit seiner Ehefrau Romy Ritte) ins Deutsche übersetzt.
Seit 1999 ist er Leiter des Postgraduate-Studienganges Master de journalisme franco-allemand an der Sorbonne-Nouvelle; und ebenda seit 2001/2002, in der Nachfolge von Hansgerd Schulte, Leiter der Licence d’Etudes franco-allemandes, die er bis 2012 im Rahmen eines vom Deutschen Akademischen Austauschdienst tutorierten Exzellenzprogramms für herausragende Germanisten und Romanisten aus Deutschland betreute. Er war Direktor des Institut d’Allemand d’Asnières und ist jetzt Professor für deutsche Literatur und interkulturelle Studien im Département Etudes germaniques an der Université de la Sorbonne-Nouvelle - Paris 3.
Ritte arbeitet seit 1982 als Kritiker für Printmedien (u. a. für die Neue Zürcher Zeitung) und verschiedene Rundfunksender in der Bundesrepublik Deutschland (wie beispielsweise für den Deutschlandfunk und den WDR) und in der Schweiz. 2003 veröffentlichte Peter Ustinov, nach Gesprächen mit Harald Wieser und Ritte, Achtung! Vorurteile (Hoffmann und Campe Verlag).
Ritte erhielt 2013 den mit 10.000 € dotierten Eugen-Helmlé-Übersetzerpreis.

## Veröffentlichungen (Auswahl)
- Das Sprachspiel der Moderne. Studie zur Literaturästhetik Georges Perecs. 1991.
- Oulipo; Affensprache, Spielmaschinen und allgemeine Regelwerke. 1997 (mit H. Hartje)
- Marcel Proust. Sur la lecture. Tage des Lesens. 2004 (mit Reiner Speck)
- Als Hrsg., Übersetzer und Autor: Oulipo, Bis auf die Knochen. Das Kochbuch, das jeder braucht. 2009
- Paul Morand: Aufzeichnungen eines notorischen Schwimmers. 2005.
- Endspiele. Geschichte und Erinnerung bei Dieter Forte, Walter Kempowski und W.G. Sebald. 2009
- Übersetzungen von Büchern u. a. von Pierre Mac Orlan, Patrick Deville, Edmond Jabès, Marcel Bénabou, Georges Perec und Briefen von Marcel Proust.
- mit Reiner Speck, Hgg.: "Cher ami ... votre Marcel Proust". Proust im Spiegel seiner Korrespondenz. Briefe und Autographen aus der Bibliotheca Proustiana Reiner Speck. Snoeck, Köln 2009
- Hrsg. und Übersetzer: Marcel Proust, Briefe 1879 - 1922. Suhrkamp, Berlin 2016